# Tapecomys wolffsohni
Tapecomys wolffsohni is een knaagdier uit het geslacht Tapecomys dat voorkomt aan de oostkant van de Andes in het westen van Bolivia en het nabijgelegen noordwesten van Argentinië (provincie Jujuy), op 1300 tot 3875 m hoogte. Deze soort is lange tijd in Phyllotis geplaatst en zelfs als een ondersoort van Phyllotis darwini gezien, maar in 2007 op basis van genetische gegevens, die een verwantschap met Tapecomys primus aangaven, naar het geslacht Tapecomys verplaatst. Het dier heeft 54 chromosomen; het karyotype lijkt sterk op dat van T. primus. De totale lengte bedraagt 225 tot 293 mm, de kop-romplengte 111 tot 137 mm, de staartlengte 114 tot 158 mm, de achtervoetlengte 26 tot 30 mm, de oorlengte 23 tot 26 mm en het gewicht 43 tot 70 g.